# CircusLand I 〜ボーカルアルバム〜
『CircusLand I 〜ボーカルアルバム〜』は、パソコンゲーム『CircusLand I 〜ドキ! ヒロインいっぱい初音島★コスプレミスコン祭り♪よりどりみどりで♪好きな子選んで着せ替え育成デートだょ 兄さん♪〜』のコンピレーション・アルバムである。2007年11月28日にPetaBits Recordsから発売された。

## 概要
- パソコンゲーム『CircusLand I 〜ドキ! ヒロインいっぱい初音島★コスプレミスコン祭り♪よりどりみどりで♪好きな子選んで着せ替え育成デートだょ 兄さん♪〜』の主題歌、挿入歌を収録している。
- ボーナス・トラックとして、7曲目にmiruが歌っている「またね」が収録されている。
- CDジャケットには、朝倉音夢、白河ことり、胡ノ宮環、嶋野真帆、天使アミが描かれている。

## 収録曲
1. 恋のDice☆教えて（Game Ver.）
歌：Cy-Rim rev.
作詞・作曲：Cy-Rim rev.、編曲：電気（電気式華憐音楽集団）
2. ぎゅんぎゅんsummer!!
歌：ひーこ
作詞・作曲・編曲：電気（電気式華憐音楽集団）
3. トキメキ無敵!
歌：Arisa
作詞・作曲・編曲：電気（電気式華憐音楽集団）
4. Eternal season
歌：華憐（電気式華憐音楽集団）
作詞・作曲・編曲：電気（電気式華憐音楽集団）
5. Chaotic you
歌：miru、ひーこ、愛乃、Arisa、華憐（電気式華憐音楽集団）
作詞・作曲・編曲：電気（電気式華憐音楽集団）
6. キラメクヒカリ
歌：miru
作詞・作曲・編曲：電気（電気式華憐音楽集団）
7. またね
歌：miru
作詞・作曲：miru、編曲：CAS

## 解説
| 曲名                         | 詳細                                 | 備考                           |
| ---------------------------- | ------------------------------------ | ------------------------------ |
| 恋のDice☆教えて（Game Ver.） | パソコンゲーム『CircusLand I』主題歌 | Cy-Rim rev.の1作目のシングル。 |
| ぎゅんぎゅんsummer!!         | 同ゲーム挿入歌                       |                                |
| トキメキ無敵!                | 同ゲーム挿入歌                       |                                |
| Eternal season               | 同ゲーム挿入歌                       |                                |
| Chaotic you                  | 同ゲーム挿入歌                       |                                |
| キラメクヒカリ               | 同ゲーム挿入歌                       |                                |
| またね                       |                                      | ボーナス・トラック             |